# AVIC I Commercial Aircraft
AVIC I Commercial Aircraft Company é um consorcio chinês na aviação civil e militar formada em 6 de novembro 2008 por várias empresas aeroespaciais chinesas.
O governo central chinês fundiu duas entidades aeroespaciais grandes da China, AVIC I e AVIC II, a criação de uma unidade de negócios com dez filiais aeroespaciais. A nova empresa, que tomou o nome AVIC, foi formada a partir de várias peças da antiga família AVIC. AVIC é acionista parcial da Corporação de Aeronaves Comerciais da China (COMAC), que assumiu o trabalho de ACAC.

## Produtos
- Jato regional ARJ21.